# Gabber Mafia
Gabber Mafia je talijanski hardcore/gabber dvojac osnovan 1998. u Bologni, Italija.
2001. objavili su hit pjesmu "Gabber Mafia" koja je također objavljena već iduće godine u istoimenoj ploči. Slušatelji su često u zabludi kada misle kako je pjesmu "Gabber Mafia" objavio Neophyte, a neki misle kako ju je objavio Rotterdam Terror Corps jer pjesma je slična stilu zvuka navedenih skupina. Nastupali su po Italiji, Nizozemskoj, Njemačkoj, Švicarskoj i Austriji.

## Diskografija
- 2001. - "Gabber Mafia"

- 2002. - "Return The Favour"

- 2002. - Gabber Mafia
  - 1. "Gabber Mafia (The Stunned Guys Remix)"
  - 2. "Gabber Mafia (Original Mix)"

- 2003. - "Multiverse (The One)"

- 2004. - Gabber Is Not Fashion
  - 1. "Gabber Is Not Fashion (The Stunned Guys Remix)"
  - 2. "Gabber Is Not Fashion (Original Mix)"
  - 3. "Say What?"
  - 4. "Wildstyle"

## Vanjske poveznice
- Službena stranica  Arhivirana inačica izvorne stranice od 7. ožujka 2015. (Wayback Machine)
- Gabber Mafia diskografija